# Ondergang van de Moskva
De ondergang van de Moskva betreft het zinken van de Russische kruiser Moskva, het vlaggenschip van de Zwarte Zeevloot, op 14 april 2022 tijdens de Russische oorlog met Oekraïne. Oekraïense autoriteiten berichtten dat het schip geraakt zou zijn door twee R-360 Neptun-antischeepsraketten en dat er later een brand aan boord was. Deze informatie werd later bevestigd door het Amerikaanse ministerie van Defensie. Rusland meldde dat het schip in een storm ten onder ging nadat een brand munitie deed ontploffen.
De kruiser is het grootste Russische oorlogsschip dat tijdens een oorlog ten onder ging sinds het einde van de Tweede Wereldoorlog en het eerste Russische vlaggenschip dat gezonken is sinds de Knjaz Soevorov in 1905, tijdens de Russisch-Japanse oorlog.
Rusland berichtte dat er 396 bemanningsleden geëvacueerd waren, er zou 1 dode zijn en 27 vermisten. Volgens niet-geverifieerde berichten waren er meer slachtoffers. Ten minste zeventien van de vermiste bemanningsleden zijn later doodverklaard door een rechtbank in Sebastopol.

## Actie
In februari 2022 verliet de Russische raketkruiser en vlaggenschip van de Zwarte Zeevloot Moskva Sebastopol in het kader van de Russische invasie van Oekraïne sinds 2022. Het schip werd later gebruikt tegen de Oekraïense krijgsmacht tijdens de aanval op Slangeneiland samen met het Russische patrouillevaartuig Vasili Bikov. Vanaf de kruiser was er radiocontact met de Oekraïense verdedigers van het eiland en werd overgave geëist. Hierop volgde het later beroemde antwoord "Russisch oorlogsschip, val dood". Hierna was alle contact met Slangeneiland verloren, het garnizoen van dertien man was gevangengenomen.

## Ondergang

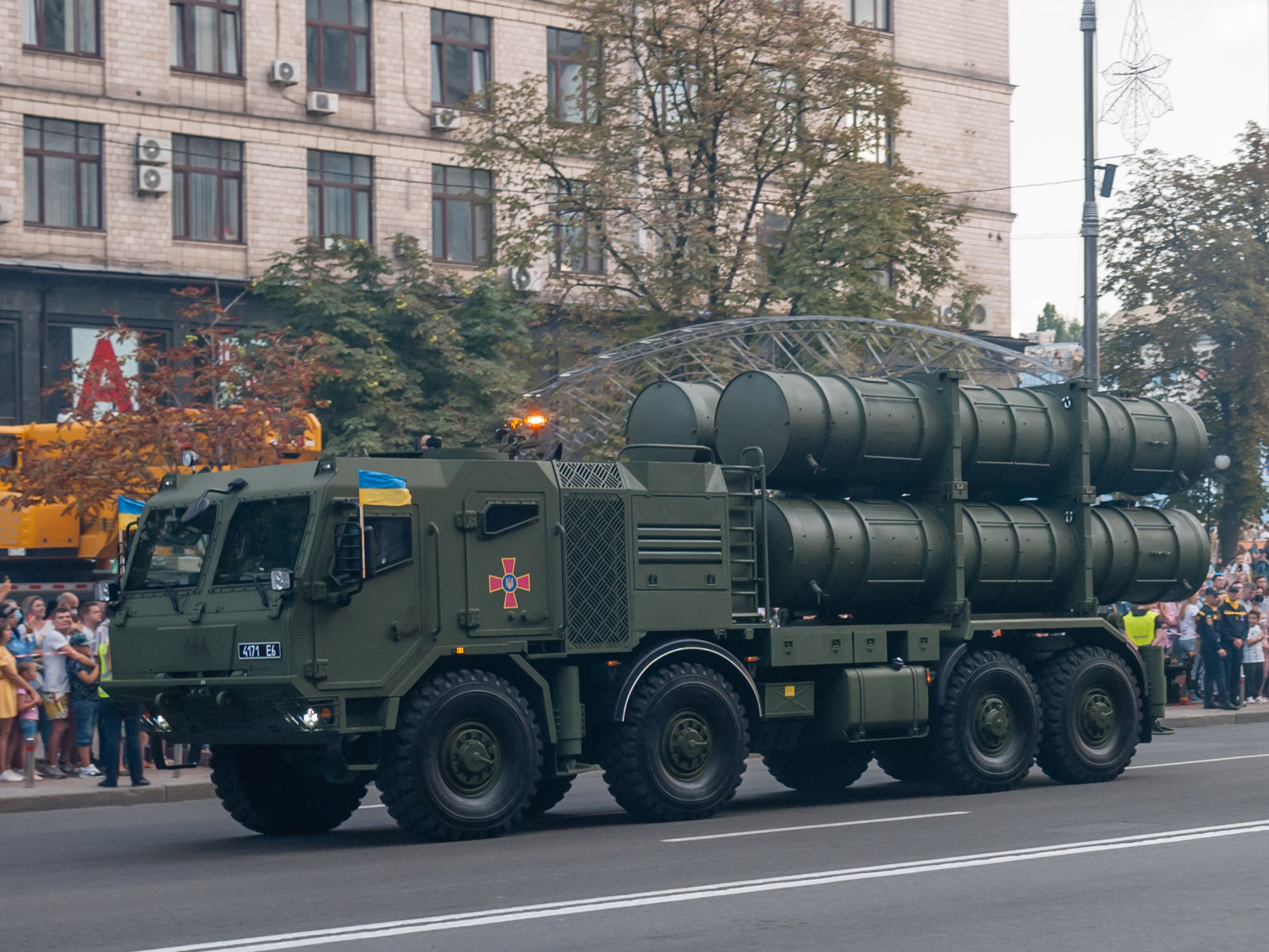
Een voertuig met R-360 Neptun antischeepsraketten

### Oekraïense versie
Het eerste bericht over een raketinslag in het schip kwam om 20:42 Oekraïense tijd op 13 april 2022 in de vorm van een Facebookbericht van een Oekraïense vrijwilliger. "De kruiser Moskva is zojuist geraakt door twee Neptun raketten. Hij staat in brand en het stormt. Tactische onderwaterzetting is blijkbaar nodig." Later die avond berichtte de adviseur van Oekraïense president Arestovitsj dat de Moskva in brand stond. De gouverneur van Odessa, Maksim Martsjenko, bevestigde dat de Oekraïense krijgsmacht de Moskva met twee R-360 Neptun-antischeepsraketten had geraakt en dat er zware schade aangericht was. Op 14 april publiceerde het Oekraïense Zuidelijk Operationeel Commando een video-verslag waarin gemeld werd dat de Moskva schade had opgelopen als gevolg van een Neptun antischeepsraket. Krachtige explosies van munitie en storm hadden het schip daarna volgens het bericht doen kapseizen en zinken.

### Russische versie
Enkele uren na de Oekraïense mededelingen kwam het ministerie van Defensie van de Russische Federatie met het nieuws dat een brand aan boord van de kruiser munitie tot ontploffing had gebracht en dat het schip daardoor zware schade had opgelopen. Over een vijandelijke aanval werd niets gezegd. Het ministerie rapporteerde op 14 april dat de raketsystemen van de kruiser onbeschadigd waren en dat het vuur onder controle was gebracht door de bemanning. Het beschadigde schip zou naar een haven worden gesleept. Later die dag meldde het Russische ministerie dat de Moskva, terwijl hij gesleept werd, tijdens een storm was gezonken. Op 15 april werd het zinken gemeld door de Russische media, een storm op zee zou de oorzaak geweest zijn.

### Andere vroege observaties
John Kirby, woordvoerder voor het United States Department of Defense, zei vroeg op 14 april dat er niet genoeg informatie beschikbaar was om een raketinslag te bevestigen, maar dat het ook nog niet kon worden afgewezen als oorzaak. Beelden die de Amerikanen hadden onderzocht toonden dat er op het schip een grote explosie had plaatsgevonden. De oorzaak van de explosie was niet duidelijk. Het schip leek onder eigen kracht te varen en was waarschijnlijk onderweg naar Sebastopol voor reparatie. Een woordvoerder voor het Departement of Defence verklaarde later dat het onduidelijk was of het vaartuig op eigen kracht voer of werd gesleept. Een hoge ambtenaar van het DoD, die anoniem sprak, zei dat het schip een brand aan boord aan het bestrijden was, maar het nog onduidelijk was wat de omvang van de schade was maar het was "groot" en "omvangrijk".
Een beeld van een satelliet met synthetische-apertuurradar (SAR) laat zien dat de Moskva op 13 april om 18:52 lokale tijd zich bevond op de coördinaten 45°10′43.39″N 30°55′30.54″E, ongeveer 150 km ten zuiden van Odessa, ten oosten van Slangeneiland en rond 90 km van de Oekraïense kust. Een analyse suggereerde dat dit beeld genomen is kort nadat de schade aan het schip was aangericht die het uiteindelijk zou laten zinken. In dit beeld is te zien dat er meerdere vaartuigen zich dicht bij de Moskva bevinden.
Op 14 april, om 02:59 lokale tijd werd er op het Telegramkanaal The Reverse Side of the Medal, een kanaal dat met de Wagnergroep wordt geassocieerd het volgende gepubliceerd: "Volgens onbevestigde verslagen is het vlagschip van de Zwarte Zeevloot, de kruiser Moskva gezonken". En volgens hun "voorlopige informatie, was de Moskva inderdaad aangevallen met Neptun-antischeepsraketten vanaf de kust tussen Odessa en Mykolajiv. Ook werd het schip omgeleid om de Bayraktar TB-2-drone af te slaan. De inslag kwam aan bakboord waardoor het schip ver doorvoer. Toen het ontploffingsrisico voor de munitie duidelijk werd, werd de bemanning van ongeveer 500 mensen geëvacueerd."
Op 14 april, om 10:59 lokale tijd verklaarde de Litouwse minister van Defensie Arvydas Anušauskas via Facebook dat er om 01:05 een SOS-signaal verstuurd werd vanaf de kruiser, die later om 01:14 op zijn zij was gerold. Een half uur later zou de elektriciteit zijn uitgevallen. "Vanaf 2:00 evacueerde een Turks schip 54 bemanningsleden van de kruiser en om 3:00 meldden Turkije en Roemenië dat het schip volledig was gezonken." Volgens de Albanese website Politiko ontkende een Turkse ambtenaar tegenover BBC News dat een Turks schip zou hebben geholpen met het redden van Russische bemanningsleden.
In de middag van 14 april bevestigde woordvoerder voor de US Departement of Defence Kirby dat het schip was gezonken. Hij kon op dat moment niet bevestigen wat de oorzaak daarvoor was, hoewel de Oekraïense versie van het verhaal "zeker plausibel" zou zijn. Speculerend over de oorzaak zei hij: "Het zou zeker schade van een externe kracht kunnen zijn, zoals een raket of een soort aanval, een torpedo of zoiets... maar het zou ook iets van binnenin het schip kunnen zijn - een brand in een technische ruimte, een brandstofbrand. Je weet het gewoon niet."

### Beelden van het zinkende schip
Op 18 april circuleerden er twee foto's en een drie seconden durende video op sociale media waarop de Moskva te zien is na het uitbreken van de brand en voor het zinken. De beelden tonen hoe het schip naar bakboord helt in het daglicht en kalm weer op zee. Er zijn tekenen te zien van omvangrijke brandschade rond het midden van het schip. Daarbij zijn ook gaten zichtbaar bij de waterlijn. Ook missen de meeste reddingsboten, wat doet vermoeden dat een deel van de bemanning voor het nemen van deze beelden was geëvacueerd. Volgens CNN is er een grote Russische sleepboot zichtbaar die het oorlogsschip vanaf de stuurboordkant met water besproeit.

## Slachtoffers
Oekraïense bronnen meldden op 15 april dat enkelen van Moskva's bemanning gedood waren, waaronder kapitein eerste rang Anton Koeprin (43 jaar), de bevelhebber van het schip ten tijde van de explosie. Op diezelfde dag zei een hoge Amerikaanse ambtenaar ook te geloven dat er slachtoffers waren gevallen. Bij een briefing van het US Department of Defence op 18 april zei een hoge defensieambtenaar dat zei ook reddingsboten met bemanningsleden in het water hebben gezien, maar dat er geen nauwkeurige telling was. De onafhankelijke Russische krant Novaja Gazeta versloeg dat zo'n 40 bemanningsleden zouden zijn gedood ten tijden van het zinken. Volgens een ooggetuige waren er zo'n 200 gewonden in een ziekenhuis op de Krim.

## Nasleep

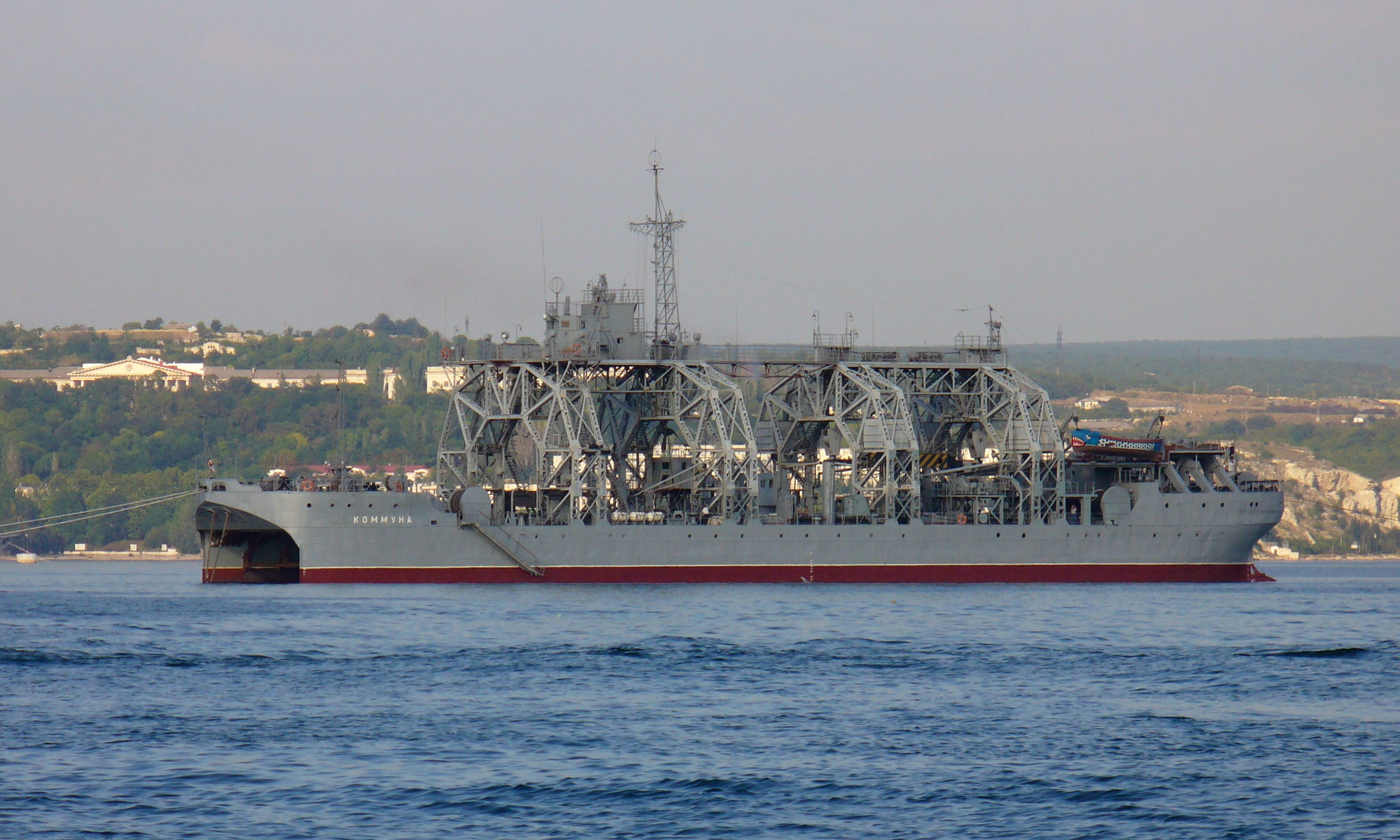
Russisch bergingsschip Kommuna

Adviseur op het gebied van nationale veiligheid van de Verenigde Staten Jake Sullivan zei dat het zinken van de Moskva "een grote klap is voor Rusland", waar Moskou moet kiezen tussen een verhaal van incompetentie of een verhaal waar men toegeeft te zijn aangevallen. Woordvoerder voor de U.S. Department of Defence, John Kirby zei dat de primaire taak van de Moskva was om luchtafweer te bieden voor Russische schepen in de Zwarte Zee en dat haar ondergang een impact zal hebben op dat gebied, zeker in de nabije toekomst.
Volgens een analyse van Forbes Oekraïne op 14 april 2022 was het zinken van de Moskva het kostbaarste verlies voor Rusland in de oorlog tot zover. Het zou ongeveer 750 miljoen Amerikaanse dollars kosten om het schip te vervangen.

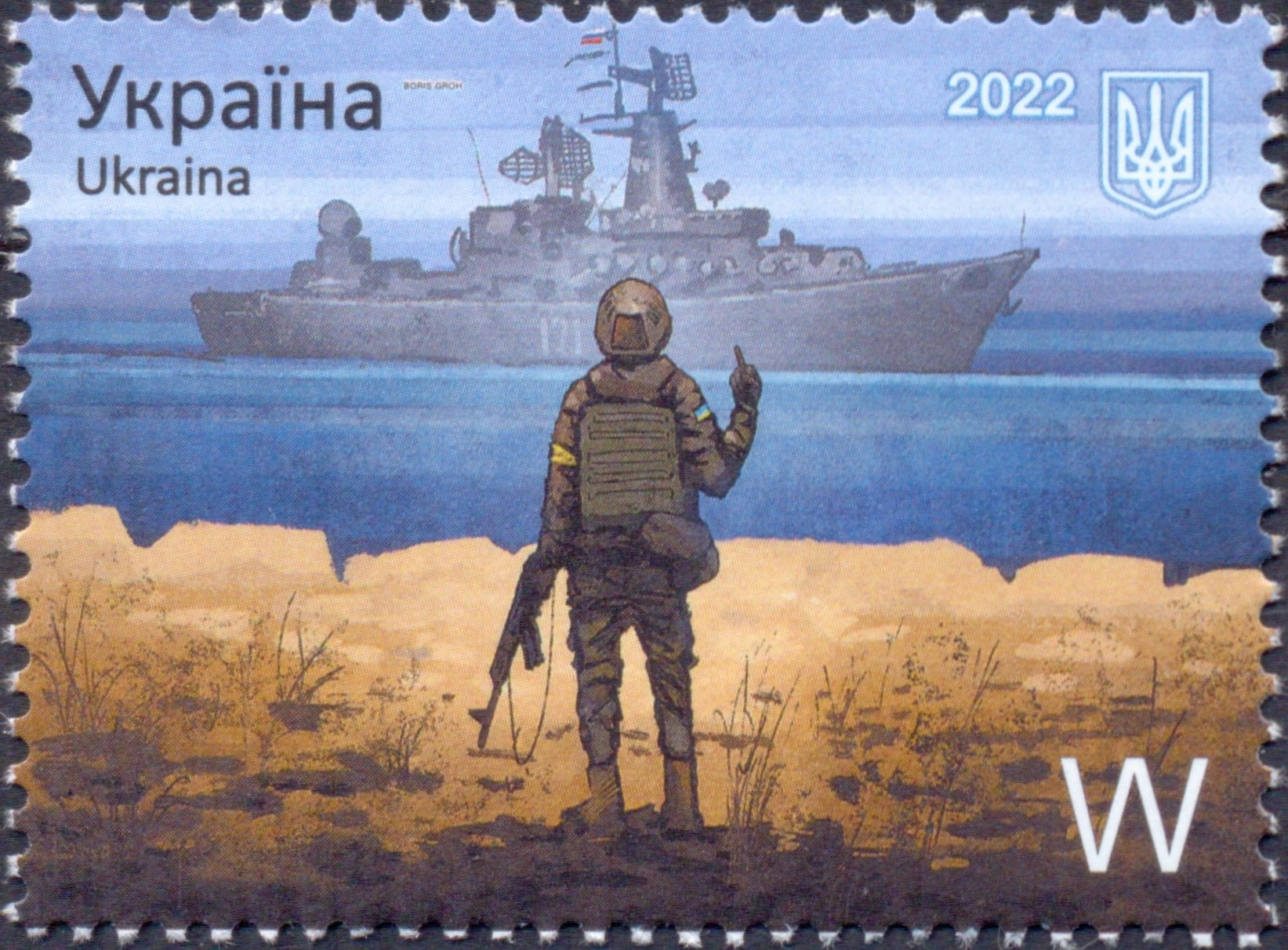
Een Oekraïense postzegel (2022) met verdediger van het Slangeneiland

Het zinken van de Moskva kwam twee dagen nadat Ukrposhta een miljoen speciale postzegels uitgaf waarop een Oekraïense soldaat te zien is die een middelvinger opsteekt naar het Russische schip. Het zinken van de Moskva bevorderde de verkoop van deze postzegels in Oekraïne. De commandant van de Oekraïense marine, Oleksi Neizjpapa, werd gepromoveerd vanwege het zinken van de Moskva.
De Russische marine stuurde het bergingsschip Kommuna met de AS-28-reddingduikboot aan boord naar het wrak van de Moskva als deel van een konvooi van acht schepen. De Kommuna is het oudste marinevaartuig ter wereld dat nog in actieve dienst is. Het schip is 110 jaar oud en is geërfd van de Russische Keizerlijke Marine van het Russische keizerrijk. Door de grootte van de Moskva en het feit dat ze in één deel is gezonken is het onpraktisch om het schip naar boven te halen. Het doel van de bergingsmissie is waarschijnlijk om geheime informatie, wapens, lijken, en andere gevoelige materialen veilig te stellen. Kommuna maakt deel uit van de Zwarte Zeevloot en is gebaseerd in Sebastopol. Haar aanwezigheid op de plaats van het wrak zal haar blootstellen aan mogelijke aanvallen door de Oekraïense krijgsmacht. Op 24 mei beweerde Oekraïense bronnen dat Rusland de twee weken daarvoor lichamen en geheime materialen van het wrak van de Moskva had verwijderd. Volgens Oekraïne waren hier vijf tot zeven schepen bij betrokken.
Op 3 november 2022 verklaarde een rechtbank in Sebastopol 17 van de vermiste bemanningsleden van de Moskva dood.